# Mr. și Mrs. Elliot
„Mr. și Mrs. Elliot” (în engleză Mr. and Mrs. Elliot) este o povestire din 1924 a scriitorului american Ernest Hemingway.